# Diego Demme
Diego Demme (Herford, 21 novembre 1991) è un calciatore tedesco, centrocampista dell'Hertha Berlino.

## Biografia
Nato in Germania, ha origini italiane, essendo il padre calabrese (di Scandale, in provincia di Crotone). Quest'ultimo, tifoso del Napoli, gli ha dato il nome Diego in onore di Maradona.

## Caratteristiche tecniche
Demme è un centrocampista di quantità, ambidestro, bravo in marcatura. Dispone anche di ottima personalità. Si ispira a Gennaro Gattuso (che è stato anche suo allenatore nel Napoli). Motorino di centrocampo, è abile nel chiudere le linee di passaggio avversarie, ma anche nel trovare la profondità in avanti e negli inserimenti.

## Carriera

### Club

#### Arminia, Paderborn e Lipsia
Inizia la propria carriera calcistica nell'Arminia Bielefeld, con cui debutta nel 2010, all'età di 18 anni, in terza divisione tedesca. Con l'Arminia colleziona 21 presenze complessive nell'arco di due stagioni.
Nel gennaio 2012 viene acquistato dal Paderborn, con cui, in due anni, raccoglie 58 presenze nella seconda divisione, mettendosi in mostra e contribuendo parzialmente alla prima storica promozione del club in Bundesliga, nella stagione 2013-2014.
Nel gennaio del 2014 viene poi acquistato per 350.000 euro dal RB Lipsia, con cui firma un contratto della durata di quattro anni e mezzo. Dopo una metà di stagione in 3. Liga e due annate in 2. Bundesliga, con i compagni consegue finalmente la promozione nella massima serie tedesca. Il 28 agosto 2016 esordisce in Bundesliga, nella partita pareggiata per 2-2 in trasferta contro l'Hoffenheim. Il 15 aprile 2017 realizza la sua prima rete nella massima serie, in occasione del match casalingo vinto per 4-0 contro il Friburgo. In sei anni, oltre a diventare una bandiera del club, totalizza 214 presenze complessive, mettendo a segno 2 gol.

#### Napoli
L'11 gennaio 2020 viene ufficialmente acquistato dal Napoli per 12 milioni di euro. Tre giorni dopo debutta con la maglia dei partenopei, subentrando nel secondo tempo della gara di Coppa Italia vinta per 2-0 contro il Perugia. Il 18 gennaio fa il suo debutto in Serie A, nella sconfitta casalinga per 0-2 contro la Fiorentina. Il 3 febbraio segna la sua prima rete con la maglia azzurra, in occasione del match vinto per 4-2 contro la Sampdoria, allo stadio Marassi di Genova. Diviene subito un titolare nelle gerarchie di Gennaro Gattuso, arrivando a conquistare la Coppa Italia il 17 giugno seguente, dopo il successo ai rigori contro la Juventus.
L'anno successivo, dopo essere stato inizialmente riserva del neo-acquisto Tiémoué Bakayoko, torna nuovamente titolare a centrocampo, e al contempo trova in più occasioni la via del gol, realizzando due reti in campionato e una in Europa League.
La stagione seguente, con Luciano Spalletti sulla panchina azzurra, comincia tardi per Demme: il 24 luglio 2021, durante l'amichevole vinta per 1-0 contro la Pro Vercelli, subisce un infortunio al ginocchio che lo rende indisponibile per due mesi. Fa il suo esordio stagionale il successivo 26 settembre, negli ultimi minuti della gara casalinga vinta per 2-0 contro il Cagliari, alla sesta giornata di campionato. Conclude la sua terza annata in maglia azzurra con 25 presenze totali e un gol, realizzato contro lo Spezia il 22 maggio 2022.
Tormentato da un altro infortunio, stavolta al piede sinistro, nell'annata successiva il suo impiego cala drasticamente. Ciononostante il 4 maggio 2023, in virtù del pareggio per 1-1 del Napoli contro l'Udinese, si aggiudica il primo scudetto della sua carriera.
L'anno seguente fa il suo debutto stagionale da titolare in Coppa Italia, nella partita casalinga contro il Frosinone del 19 dicembre 2023, valida per gli ottavi di finale e terminata 0-4 a favore dei ciociari. In campionato, invece, esordisce il successivo 13 gennaio, in occasione della vittoria casalinga per 2-1 contro la Salernitana, subentrando all'infortunato Jens Cajuste. Le presenze in campionato si fermano a due: dopo la finestra di calciomercato invernale viene escluso dalla lista dei giocatori presentata in Lega, venendo di fatto relegato fuori rosa. Demme lascia il Napoli al termine della stessa stagione, alla scadenza naturale del suo contratto.

#### Hertha Berlino
Il 6 luglio 2024 viene ingaggiato a parametro zero dall'Hertha Berlino, nella seconda serie tedesca, firmando un contratto biennale.

### Nazionale
Esordisce con la Germania il 10 giugno 2017, nella sfida vinta per 7-0 contro San Marino, entrando al 76º minuto al posto di Julian Draxler. Viene successivamente inserito nei convocati per la Confederations Cup 2017, salvo poi dover rinunciare alla competizione a causa di un infortunio.

## Statistiche

### Presenze e reti nei club
Statistiche aggiornate al 2 marzo 2025.
| Stagione                 | Squadra                  | Campionato               | Campionato | Campionato | Coppe nazionali | Coppe nazionali | Coppe nazionali | Coppe continentali | Coppe continentali | Coppe continentali | Altre coppe | Altre coppe | Altre coppe | Totale | Totale |
| Stagione                 | Squadra                  | Comp                     | Pres       | Reti       | Comp            | Pres            | Reti            | Comp               | Pres               | Reti               | Comp        | Pres        | Reti        | Pres   | Reti   |
| ------------------------ | ------------------------ | ------------------------ | ---------- | ---------- | --------------- | --------------- | --------------- | ------------------ | ------------------ | ------------------ | ----------- | ----------- | ----------- | ------ | ------ |
| 2010-2011                | Arminia Bielefeld        | ZL                       | 10         | 0          | CG              | 0               | 0               | -                  | -                  | -                  | -           | -           | -           | 10     | 0      |
| 2011- gen. 2012          | Arminia Bielefeld        | 3L                       | 10         | 0          | CG              | 1               | 0               | -                  | -                  | -                  | -           | -           | -           | 11     | 0      |
| Totale Arminia Bielefeld | Totale Arminia Bielefeld | Totale Arminia Bielefeld | 20         | 0          |                 | 1               | 0               |                    | -                  | -                  |             | -           | -           | 21     | 0      |
| gen.-giu. 2012           | Paderborn 07             | ZL                       | 12         | 0          | CG              | 0               | 0               | -                  | -                  | -                  | -           | -           | -           | 12     | 0      |
| 2012-2013                | Paderborn 07             | ZL                       | 29         | 0          | CG              | 1               | 0               | -                  | -                  | -                  | -           | -           | -           | 30     | 0      |
| 2013-gen. 2014           | Paderborn 07             | ZL                       | 17         | 0          | CG              | 2               | 0               | -                  | -                  | -                  | -           | -           | -           | 19     | 0      |
| Totale Paderborn 07      | Totale Paderborn 07      | Totale Paderborn 07      | 58         | 0          |                 | 3               | 0               |                    | -                  | -                  |             | -           | -           | 61     | 0      |
| gen.-giu. 2014           | Lipsia                   | 3.L                      | 16         | 0          | CG              | 0               | 0               | -                  | -                  | -                  | -           | -           | -           | 16     | 0      |
| 2014-2015                | Lipsia                   | ZL                       | 30         | 0          | CG              | 3               | 0               | -                  | -                  | -                  | -           | -           | -           | 33     | 0      |
| 2015-2016                | Lipsia                   | ZL                       | 28         | 0          | CG              | 0               | 0               | -                  | -                  | -                  | -           | -           | -           | 28     | 0      |
| 2016-2017                | Lipsia                   | BL                       | 32         | 1          | CG              | 1               | 0               | -                  | -                  | -                  | -           | -           | -           | 33     | 1      |
| 2017-2018                | Lipsia                   | BL                       | 30         | 0          | CG              | 1               | 0               | UCL+UEL            | 4+6                | 0                  | -           | -           | -           | 41     | 0      |
| 2018-2019                | Lipsia                   | BL                       | 26         | 0          | CG              | 5               | 0               | UEL                | 8                  | 0                  | -           | -           | -           | 39     | 0      |
| 2019-gen. 2020           | Lipsia                   | BL                       | 17         | 0          | CG              | 2               | 0               | UCL                | 5                  | 1                  | -           | -           | -           | 24     | 1      |
| Totale Lipsia            | Totale Lipsia            | Totale Lipsia            | 179        | 1          |                 | 12              | 0               |                    | 23                 | 1                  |             | -           | -           | 214    | 2      |
| gen.-giu. 2020           | Napoli                   | A                        | 15         | 1          | CI              | 5               | 0               | UCL                | 2                  | 0                  | -           | -           | -           | 22     | 1      |
| 2020-2021                | Napoli                   | A                        | 24         | 2          | CI              | 4               | 0               | UEL                | 6                  | 1                  | SI          | 1           | 0           | 35     | 3      |
| 2021-2022                | Napoli                   | A                        | 19         | 1          | CI              | 1               | 0               | UEL                | 5                  | 0                  | -           | -           | -           | 25     | 1      |
| 2022-2023                | Napoli                   | A                        | 7          | 0          | CI              | 0               | 0               | UCL                | 0                  | 0                  | -           | -           | -           | 7      | 0      |
| 2023-2024                | Napoli                   | A                        | 2          | 0          | CI              | 1               | 0               | UCL                | 0                  | 0                  | SI          | -           | -           | 3      | 0      |
| Totale Napoli            | Totale Napoli            | Totale Napoli            | 67         | 4          |                 | 11              | 0               |                    | 13                 | 1                  |             | 1           | 0           | 92     | 5      |
| 2024-2025                | Hertha Berlino           | 2.BL                     | 13         | 0          | CG              | 2               | 0               | -                  | -                  | -                  | -           | -           | -           | 15     | 0      |
| Totale carriera          | Totale carriera          | Totale carriera          | 337        | 5          |                 | 29              | 0               |                    | 36                 | 2                  |             | 1           | 0           | 403    | 7      |

### Cronologia presenze e reti in nazionale
| Cronologia completa delle presenze e delle reti in nazionale ― Germania | Cronologia completa delle presenze e delle reti in nazionale ― Germania | Cronologia completa delle presenze e delle reti in nazionale ― Germania | Cronologia completa delle presenze e delle reti in nazionale ― Germania | Cronologia completa delle presenze e delle reti in nazionale ― Germania | Cronologia completa delle presenze e delle reti in nazionale ― Germania | Cronologia completa delle presenze e delle reti in nazionale ― Germania | Cronologia completa delle presenze e delle reti in nazionale ― Germania |
| Data                                                                    | Città                                                                   | In casa                                                                 | Risultato                                                               | Ospiti                                                                  | Competizione                                                            | Reti                                                                    | Note                                                                    |
| ----------------------------------------------------------------------- | ----------------------------------------------------------------------- | ----------------------------------------------------------------------- | ----------------------------------------------------------------------- | ----------------------------------------------------------------------- | ----------------------------------------------------------------------- | ----------------------------------------------------------------------- | ----------------------------------------------------------------------- |
| 10-6-2017                                                               | Norimberga                                                              | Germania                                                                | 7 – 0                                                                   | San Marino                                                              | Qual. Mondiali 2018                                                     | -                                                                       | 76’                                                                     |
| Totale                                                                  |                                                                         | Presenze                                                                | 1                                                                       |                                                                         | Reti                                                                    | 0                                                                       |                                                                         |

## Palmarès

### Club
- Coppa Italia: 1

Napoli: 2019-2020
- Campionato italiano: 1

Napoli: 2022-2023

### Nazionale
- Confederations Cup: 1

Russia 2017